# Казнаковка (Башкортостан)
Казнаковка (баш. Казнаковка) — деревня в Туймазинском районе Республики Башкортостан Российской Федерации. Входит в состав Татар-Улкановского сельсовета. 

## География

### Географическое положение
Расстояние до:
- районного центра (Туймазы): 30 км,
- центра сельсовета (Татар-Улканово): 18 км,
- ближайшей ж/д станции (Туймазы): 30 км.

## Население
| 2002 | 2009 | 2010 |
| ---- | ---- | ---- |
| 47   | ↗58  | ↗77  |

Национальный состав
Согласно переписи 2002 года, преобладающие национальности —  башкиры (60 %), русские (32 %).